# Kayapınar (Diyarbakır)
Kayapınar (türkisch für Felsquelle) (kurdisch: Payas oder Peyas) ist eine Stadt im gleichnamigen Landkreis der türkischen Provinz Diyarbakır und gleichzeitig ein Stadtbezirk der 1993 geschaffenen Büyükşehir belediyesi Diyarbakır (Großstadtgemeinde/Metropolprovinz) im Südosten der Türkei. 
Die erste Siedlung im Landkreis Kayapınar war das Dorf Peyas. 1991 wurde der etwa 3000 Einwohner zählende Ort, zu einer Gemeinde (tr: Belde). Die Stadt Diyarbakır wurde im Dezember 1993 zur Großstadtkommune erklärt und erhielt ein Oberbürgermeisteramt. Damals wurden in den Stadtteilen Sur und Yenişehir Bürgermeisterämter eingerichtet. Kayapınar erhielt im Jahr 2004 ein Bürgermeisteramt und wurde zur Gemeinde.
Im März 2008 wurde das Stadtgebiet von Diyarbakır auf vier neugegründete İlçe aufgeteilt: Bağlar, Sur, Yenişehir und eben Kayapınar. Die Stadt Diyarbakır als Ganzes existierte nicht mehr und tauchte auch in den Statistiken nicht mehr auf.
Die Gesamtbevölkerung des İlçe Kayapınar betrug Ende des Jahres 2020 400.905 Einwohner, das ist der bevölkerungsreichste der 17 İlçe. Die vier zentralen Stadtbezirke verzeichneten Ende 2020 insgesamt 1.117.349 Einwohner auf einer Fläche von 2494 km².
Die Bevölkerungsdichte von Koyapınar ist mit 835 Einwohnern je Quadratkilometer die zweithöchste aller Landkreise (Provinzdurchschnitt: 118 Einwohner je km²). 